# Либеров, Алексей Николаевич
Алексе́й Никола́евич Ли́беров (1911—2001) — советский, российский живописец. Народный художник РСФСР (1986). Член-корреспондент АХ СССР (1975). Лауреат Государственной премии РСФСР имени И.Е Репина (1980). Почётный гражданин города Омска. Действительный член Петровской Академии наук и искусств.

## Биография

Памятник на Старо-Северном кладбище в Омске
Скульптор Ю. П. Ишханов.

Родился 15 (28) апреля 1911 года в Томске в семье известного врача Николая Дмитриевича Либерова.
1924—1926 — учился в студии В. М. Мизерова в Томске, затем у В. И. Уфимцева в Омске.
1931—1934 — учился на операторском факультете Всесоюзного государственного института кинематографии.
1934—1939 — студент ЛИЖСА имени И. Е. Репина АХ СССР.
1939—1943 — служба в рядах РККА, участие в Великой Отечественной войне.
С 1942 года жил в Омске. 1942—1946 годы — преподавал в городской художественной студии. В 1960 году организовал художественно-графический факультет в Омском ГПИ имени А. М. Горького, где в 1973 году получает учёное звание профессора живописи.
С 1943 года становится членом СХ СССР, участвует в выставках. Уже в 1948 году избран председателем правления Омского отделения СХ СССР, а в 1957 году членом оргкомитета и правления СХ СССР, с 1961 года — заместитель председателя Центральной ревизионной комиссии Союза художников.
В 1975 году избран членом-корреспондентом АХ СССР.
В 1994 году в Омске создан Государственный областной художественный музей «Либеров-центр».
Имел дружеские отношения с художниками Щербаковым Б.В. и Грицай А.М..
Супруга - Александра Ивановна Либерова. Сын - Либеров Никита Алексеевич.
Скончался 30 мая 2001 года в Омске. Похоронен на Старо-Северном мемориальном кладбище.
Произведения А. Н. Либерова хранятся в музеях Омска, Третьяковской галерее, Русском музее, в музеях многих городов России, зарубежных музейных и частных собраниях.
Работы:
«Тарские ворота» 1944—1984 года, бумага, пастель. 62,5х84,5. ОГИК музей.
«В тыл к противнику (На боевое задание)» 1948 год, холст, масло. 119 х 159. ООМИИ им. Врубеля.
«Облачно». Этюд. 1948 год, холст, масло. 30х40. ООМИИ им. Врубеля.
«Андреич» 1956 год, холст, масло. 115х82. ООМИИ им. Врубеля.
«Северная весна» 1957 год, холст на фанере, пастель. 86 х 64,8. Ростовский областной музей изобразительных искусств.
«Ленинградское кафе», 1964 год, пастель.
«Дожди косые» 1975 год, бумага, пастель. 70х60,2. ООМИИ им. Врубеля.
«На лесной опушке» 1975 год, бумага, пастель. 74х109. Большереченская картинная галерея.
«Перед грозой» 1978 год, бумага, пастель. 74х101. ГОХМ «Либеров-центр».
«Хлебное поле» 1989 год, холст, пастель. 120х160. ГОХМ «Либеров-центр», Омск.
«Верба зацвела». Без даты (1980-е гг.), бумага на картоне, пастель. Частное собрание, Москва.
«Вечер на Оби» 1992 год, бумага, пастель. 83х102. ГОХМ «Либеров-центр».
«Гурзуф. Чеховская бухта» без даты, бумага, пастель. Частное собрание.

## Награды
- заслуженный деятель искусств РСФСР (1958)
- Государственная премия РСФСР имени И. Е. Репина (1980) — за серию пейзажей «Весна на Иртыше», «Угрюм-река», «Над Васюганом», «Буровая Китаева», «Самотлорские месторождения»
- орден Отечественной войны II степени
- народный художник РСФСР (1986)
- Почётный гражданин города Омска (1999)
- Золотая медаль РАХ — за заслуги в области изобразительного искусства